# Dimecoenia zurcheri
Dimecoenia zurcheri är en tvåvingeart som beskrevs av Friedrich Georg Hendel 1933. Dimecoenia zurcheri ingår i släktet Dimecoenia och familjen vattenflugor.
Artens utbredningsområde är Paraguay. Inga underarter finns listade i Catalogue of Life.